# K2 (1992.)
K2 je američki film redatelja Franca Roddama iz 1992. godine. Scenarij za film napisali su Patrick Meyers i Scott Roberts, prema knjizi Patricka Meyersa. U glavnim ulogama su Michael Biehn i Matt Craven. Glazbu za film skladao je Chaz Jankel, dok je za britansku verziju filma glazbu skladao Hans Zimmer.

## Radnja
Taylor Brooks (Michael Biehn) i Harold Jameson (Matt Craven) najbolji su prijatelji i strastveni penjači. Taylor je posebno opsjednut drugim najvećim vrhom na svijetu - K2. Za razliku od svog ciničnog i često sebičnog prijatelja, Harold planinari u potrazi za osobnim ispunjenjem i smislom života. Zajedno kreću u osvajanje opasnog planinskog vrha. Surovi uvjeti uzimaju danak i na kraju od cijele ekspedicije preživljavaju njih dvojica, a samo je Taylor sposoban nastaviti putovanje. On je suočen s najvažnijom odlukom svoga života - je li prijateljstvo važnije od spašavanja vlastitog života?

## Uloge
- Michael Biehn - Taylor Brooks
- Matt Craven - Harold Jameson
- Annie Grindlay - Lisa
- Raymond J. Barry - Phillip Claiborne
- Luca Bercovici - Dallas Wolf
- Hiroshi Fujioka - Takane Shimuzu

## Vanjske poveznice
- K2 u internetskoj bazi filmova IMDb-a